# Vienna (Georgia)
Vienna es una ciudad ubicada en el condado de Dooly en el estado estadounidense de Georgia. En el año 2000 tenía una población de 2.973 habitantes.

## Geografía
Vienna se encuentra ubicada en las coordenadas 32°5′30″N 83°47′42″O / 32.09167, -83.79500 (32.091784, -83.794901).
Según la Oficina del Censo, la localidad tiene un área total de 13,6 km² (5,3 mi²), de la cual 13,6 km² (5,3 mi²) es tierra y 0 km² (0 mi²) (0.00%) es agua.

## Demografía
Según la Oficina del Censo en 2000 los ingresos medios por hogar en la localidad eran de $24,276, y los ingresos medios por familia eran $30,574. Los hombres tenían unos ingresos medios de $24,063 frente a los $17,664 para las mujeres. La renta per cápita para la localidad era de $12,419. 